# Lunca Teuzului
Lunca Teuzului este o arie protejată (arie specială de conservare — SAC, sit de importanță comunitară — SCI) din România, desemnată în scopul protejării biodiversității și menținerii într-o stare de conservare favorabilă a florei spontane și faunei sălbatice, precum și a habitatelor naturale de interes comunitar aflate în arealul zonei de protecție. Aceasta este întinsă pe o suprafață de 5.291 ha, integral pe uscat.

## Localizare
Centrul sitului Lunca Teuzului este situat la coordonatele 46°35′27″N 21°39′54″E / 46.590753°N 21.664961°E. Situl se întinde pe teritoriul administrativ al orașului Ineu și pe cele ale comunelor: Cermei, Șepreuș, Șicula și Mișca și Sintea Mare din județul Arad și pe cel al comunei Avram Iancu din județul Bihor.

## Înființare
Situl Lunca Teuzului a fost declarat sit de importanță comunitară (ROCIC0350) în septembrie 2011 pentru a proteja 6 specii de animale. Situl a fost protejat și ca arie specială de conservare (ROSAC0350) în mai 2022.

## Biodiversitate
Situată în ecoregiunea panonică, aria protejată conține 5 habitate naturale: Comunități de lizieră cu ierburi înalte higrofile de la câmpie și din etajul montan până în cel alpin, Pajiști aluviale din Cnidion dubii, Pajiști de altitudine joasă (Alopecurus pratensis, Sangiusorba officinalis). Păduri ripariene mixte cu Quercus robur, Ulmus laevis, Fraxinus excelsior sau Fraxinus angustifolia, din lungul marilor râuri (Ulmenion minoris) și Tufărișuri subcontinentale peripanonice.
La baza desemnării sitului se află mai multe specii protejate:
- mamifere (1): vidră de râu (Lutra lutra),
- amfibieni (3): buhai de baltă cu burtă roșie (Bombina bombina), broasca-țestoasă europeană de baltă (Emys orbicularis), triton cu creastă dobrogean (Triturus dobrogicus)
- pești (3): zvârlugă (Cobitis taenia Complex), țipar  (Misgurnus fossilis), boarță (Rhodeus amarus), clean (Squalius cephalus, sinonim Leuciscus cephalus)
- insecte (1): rădașcă (Lucanus cervus)
- plante (2): trifoiaș de baltă (Marsilea quadrifolia), pipiriguț (Eleocharis carniolica)

Pe lângă speciile aflate la baza desemnării sitului, pe teritoriul acestuia au mai fost identificate încă 10 specii protejate la nivel european; astfel: plante (3) nufăr galben (Nuphar lutea), săgeata apei (Sagittaria sagittifolia), ferigă plutitoare (Salvinia natans); mamifere (1) pisică sălbatică europeană (Felis silvestris); pești (6) caracudă (Carassius carassius), oblete (Alburnus alburnus), știucă (Esox lucius), biban european (Perca fluviatilis), somn (Silurus glanis) și lin (Tinca tinca).